# Џули
Џули (енгл. Julie) је поп песма која је представљала Југославију на Песми Евровизије 1983. у Минхену. Песму је извео црногорски певач Даниел Поповић, који је уједно написао музику, док су аутори текста Марио Михаљевић и Рајко Симуновић. Оркестром је током наступа уживо дириговао маестро Радован Паповић. Био је то први пут да је ТВ Титоград делегирао југословенског представника на том фестивалу.
Национално финале је те године одржано 4. марта у студију ТВ Нови Сад у Новом Саду. Данијел је остварио убедљиву победу на Југовизији, оставивши иза себе неке од најпопуларнијих југословенских извођача тог времена, попут Лепе Брене, Маје Оџаклијевске, Нових фосила, Индекса, Беби Дол и других.
Као представник Југославије на Песми Евровизије 1983. у Минхену Данијел је освојио 4. место, изједначивши тако најбољи резултат те земље на том такмичењу још од Лоле Новаковић и Луксембурга 1962. године. У Минхену је Данијел наступио као 12. по реду, заједно са сестрама Баруџија, Изолдом и Елеонором које су певале пратеће вокале, а које су се уједно појавиле и на званичном видео споту. Енглеска верзија песме под насловом Julie се у неколико европских земаља налазила на врху топ листа, а сама песма је у  формату продата у рекордних више од 800.000 примерака. Такође су снимљене и верзије на шведском и хебрејском језику.

## Лествице
| Топ-листа (1983)   | Највиша позиција |
| ------------------ | ---------------- |
| Холандија (Top 40) | 3                |